# Louise Field
| Posities op de WTA-ranglijst Positie per einde seizoen: \| jaar \| rang enkelspel \| rang dubbelspel \| \| ---- \| -------------- \| --------------- \| \| 1984 \| 248 \| 211 \| \| 1985 \| 106 \| 116 \| \| 1986 \| 157 \| 96 \| \| 1987 \| 113 \| 104 \| \| 1988 \| 183 \| 83 \| \| 1989 \| 100 \| 110 \| \| 1990 \| 127 \| 48 \| \| 1991 \| 195 \| 92 \| \| 1992 \| 161 \| 92 \| \| 1993 \| 173 \| 139 \| \| 1994 \| 201 \| 260 \| |                |                 |
| jaar | rang enkelspel | rang dubbelspel |
| 1984 | 248            | 211             |
| 1985 | 106            | 116             |
| 1986 | 157            | 96              |
| 1987 | 113            | 104             |
| 1988 | 183            | 83              |
| 1989 | 100            | 110             |
| 1990 | 127            | 48              |
| 1991 | 195            | 92              |
| 1992 | 161            | 92              |
| 1993 | 173            | 139             |
| 1994 | 201            | 260             |

Louise Field (25 februari 1967) is een voormalig tennisspeelster uit Australië. Field was actief in het internationale tennis van oktober 1983 tot en met januari 1995.

## Loopbaan

### Junioren
In 1984 won Field het meisjesdubbelspel op het Australian Open, samen met Larisa Savtsjenko uit de Sovjet-Unie. Op het Australian Open 1985 bereikte zij de finale in het meisjesenkelspel – deze verloor zij van landgenote Jenny Byrne.

### Enkelspel
Field stond in 1982 voor het eerst in een ITF-finale, op het toernooi van Bulleen (Australië) – zij verloor van landgenote Elizabeth Minter. In 1985 veroverde Field haar eerste titel, op het ITF-toernooi van Adelaide (Australië), door de Nieuw-Zeelandse Belinda Cordwell te verslaan. 
In totaal won zij vier ITF-titels, de laatste in 1991 in Port Pirie (Australië) waar zij revanche nam op Jenny Byrne.
In november 1984 speelde Field, op het Australian Open, voor het eerst op een grandslamtoernooi, nog vóór zij deelnam aan het WTA-circuit. Haar eerste WTA-deelname volgde een jaar later op het WTA-toernooi van Brisbane – zij bereikte er de tweede ronde. Zij stond de maand erna, in december 1985, voor het eerst, en voor het laatst, in een WTA-finale, op het toernooi van Auckland – zij verloor van de Britse Anne Hobbs.
Haar beste resultaat op de grandslamtoernooien is het bereiken van de derde ronde, op Wimbledon 1989. Haar hoogste notering op de WTA-ranglijst is de 96e plaats, die zij bereikte in augustus 1989.

### Dubbelspel
Field behaalde in het dubbelspel betere resultaten dan in het enkelspel. Zij debuteerde in 1983 op het toernooi van Brisbane, samen met landgenote Michelle Turk. Zij stond in 1984 voor het eerst in een finale, op het ITF-toernooi van Freehold (VS), weer samen met Michelle Turk – zij verloren van het Amerikaanse duo Linda Gates en Linda Howell. In 1985 veroverde Field haar eerste titel, op het ITF-toernooi van Tasmanië (Australië), samen met landgenote Janine Thompson, door het Australische duo Colleen Carney en Michelle Turk te verslaan. In totaal won zij zes ITF-titels, de laatste in 1987 in Adelaide (Australië).
Field stond in 1988 voor het eerst in een WTA-finale, op het toernooi van Parijs, samen met Française Nathalie Herreman – zij verloren van het Franse koppel Alexia Dechaume en Emmanuelle Derly. In 1990 veroverde Field haar eerste WTA-titel, op het toernooi van Genève, samen met de Zuid-Afrikaanse Dianne Van Rensburg, door het Amerikaanse koppel Elise Burgin en Betsy Nagelsen te verslaan. In totaal won zij twee WTA-titels, de andere later in 1990 in Bayonne, samen met Française Catherine Tanvier.
Haar beste resultaat op de grandslamtoernooien is het (vijfmaal) bereiken van de derde ronde. Haar hoogste notering op de WTA-ranglijst is de 48e plaats, die zij bereikte in oktober 1990.

#### Gemengd dubbelspel
In deze discipline bereikte Field de kwartfinale op het Australian Open 1988, samen met landgenoot Brad Drewett, en de halve finale op Roland Garros 1990, met landgenoot Simon Youl aan haar zijde.

### Senioren
Ook op vijftigjarige leeftijd speelt Field nog competitief tennis. In 2017 won zij het door de ITF georganiseerde Victorian Seniors Claycourt Championship (een ieder-tegen-ieder toernooi) door alle drie haar concurrentes te verslaan, waarbij zij slechts één game hoefde in te leveren (tegen Leanne More). Begin 2020 versloeg zij op een clubkampioenschap (Royal South Yarra Lawn Tennis Club in Toorak, Victoria) de twintigjarige Erica Layton in een 4½ uur durende marathonpartij.

## Palmares

### WTA-finaleplaatsen enkelspel
| nr.              | finale     | toernooi     | ondergrond | tegenstandster | score    |             |
| ---------------- | ---------- | ------------ | ---------- | -------------- | -------- | ----------- |
| gewonnen finales |            |              |            |                |          |             |
| geen             |            |              |            |                |          |             |
| verloren finales |            |              |            |                |          |             |
| 1.               | 1985-12-15 | WTA Auckland | gras       | Anne Hobbs     | 3-6, 1-6 | [ 5 ] [ 6 ] |

### WTA-finaleplaatsen vrouwendubbelspel
| nr.              | finale     | toernooi    | ondergrond | partner             | tegenstandsters                  | score         |       |
| ---------------- | ---------- | ----------- | ---------- | ------------------- | -------------------------------- | ------------- | ----- |
| gewonnen finales |            |             |            |                     |                                  |               |       |
| 1.               | 1990-05-27 | WTA Genève  | gravel     | Dianne Van Rensburg | Elise Burgin Betsy Nagelsen      | 5-7, 7-6, 7-5 | [ 7 ] |
| 2.               | 1990-09-30 | WTA Bayonne | tapijt (i) | Catherine Tanvier   | Jo-Anne Faull Rachel McQuillan   | 7-6, 6-7, 7-6 | [ 8 ] |
| verloren finales |            |             |            |                     |                                  |               |       |
| 1.               | 1988-09-25 | WTA Parijs  | gravel     | Nathalie Herreman   | Alexia Dechaume Emmanuelle Derly | 0-6, 2-6      | [ 9 ] |

### Gewonnen ITF-toernooien enkelspel
| nr. | finale     | toernooi   | dotatie | ondergrond | tegenstandster in finale | score         |
| --- | ---------- | ---------- | ------- | ---------- | ------------------------ | ------------- |
| 1.  | 1985-03-17 | Adelaide   | $10.000 | hardcourt  | Belinda Cordwell         | 6-3, 6-1      |
| 2.  | 1987-03-29 | Melbourne  | $10.000 | hardcourt  | Helena Dahlström         | 6-3, 6-3      |
| 3.  | 1988-12-04 | Melbourne  | $10.000 | hardcourt  | Louise Stacey            | 4-6, 6-2, 6-1 |
| 4.  | 1991-11-10 | Port Pirie | $25.000 | hardcourt  | Jenny Byrne              | 6-4, 6-4      |

### Gewonnen ITF-toernooien dubbelspel
| nr. | finale     | toernooi   | dotatie | ondergrond | partner          | tegenstandsters in finale        | score         |
| --- | ---------- | ---------- | ------- | ---------- | ---------------- | -------------------------------- | ------------- |
| 1.  | 1985-03-04 | Tasmanië   | $10.000 | hardcourt  | Janine Thompson  | Colleen Carney Michelle Turk     | 6-1, 4-6, 6-4 |
| 2.  | 1985-03-10 | Melbourne  | $10.000 | hardcourt  | Janine Thompson  | Karen Deed Wendy Frazer          | 6-7, 6-0, 6-1 |
| 3.  | 1985-09-22 | Boston     | $10.000 | hardcourt  | Lisa O'Neill     | Colleen Carney Michelle Turk     | 6-4, 6-1      |
| 4.  | 1985-11-08 | Gold Coast | $25.000 | gras       | Michelle Turk    | Chris O'Neil Pam Whytcross       | 6-0, 7-5      |
| 5.  | 1987-03-29 | Melbourne  | $10.000 | hardcourt  | Belinda Cordwell | Colleen Carney Anna-Karin Olsson | 6-2, 3-6, 6-3 |
| 6.  | 1987-04-05 | Adelaide   | $25.000 | hardcourt  | Belinda Cordwell | Colleen Carney Alison Scott      | 6-1, 1-6, 6-4 |

## Resultaten grandslamtoernooien
| Legenda | Legenda                          |
| ------- | -------------------------------- |
| g.t.    | geen toernooi gehouden           |
| l.c.    | lagere categorie                 |
| –       | niet deelgenomen                 |
| G       | uitgeschakeld in de groepsfase   |
| 1R      | uitgeschakeld in de eerste ronde |
| 2R      | uitgeschakeld in de tweede ronde |
| 3R      | uitgeschakeld in de derde ronde  |
| 4R      | uitgeschakeld in de vierde ronde |
| KF      | uitgeschakeld in de kwartfinale  |
| HF      | uitgeschakeld in de halve finale |
| F       | de finale verloren               |
| W       | het toernooi gewonnen            |
| w-v     | winst/verlies-balans             |

### Enkelspel
| toernooi        | 1984 | 1985 | 1986 | 1987 | 1988 | 1989 | 1990 | 1991 | 1992 | 1993 | 1994 | w-v |
| --------------- | ---- | ---- | ---- | ---- | ---- | ---- | ---- | ---- | ---- | ---- | ---- | --- |
| Australian Open | 1R   | 1R   | g.t. | 2R   | 2R   | 2R   | 1R   | 1R   | 2R   | 1R   | –    | 4-9 |
| Roland Garros   | –    | –    | 2R   | 1R   | 2R   | 1R   | 1R   | –    | –    | –    | –    | 2-5 |
| Wimbledon       | –    | –    | –    | 2R   | 2R   | 3R   | 1R   | –    | 1R   | 2R   | 2R   | 6-7 |
| US Open         | –    | –    | –    | 1R   | –    | 1R   | –    | –    | –    | –    | –    | 0-2 |

### Vrouwendubbelspel
| toernooi        | 1985 | 1986 | 1987 | 1988 | 1989 | 1990 | 1991 | 1992 | 1993 | 1994 | w-v |
| --------------- | ---- | ---- | ---- | ---- | ---- | ---- | ---- | ---- | ---- | ---- | --- |
| Australian Open | 1R   | g.t. | 2R   | 1R   | 1R   | 2R   | 1R   | 1R   | 1R   | 1R   | 2-9 |
| Roland Garros   | –    | 1R   | 1R   | 2R   | 1R   | 1R   | 1R   | 2R   | 1R   | –    | 2-8 |
| Wimbledon       | –    | –    | 3R   | 1R   | 2R   | 3R   | 1R   | 2R   | 1R   | 1R   | 6-8 |
| US Open         | –    | –    | 1R   | 3R   | 3R   | –    | 1R   | 1R   | 3R   | –    | 6-6 |

### Gemengd dubbelspel
| toernooi        | 1986 | 1987 | 1988 | 1989 | 1990 | 1991 | 1992 | w-v |
| --------------- | ---- | ---- | ---- | ---- | ---- | ---- | ---- | --- |
| Australian Open | g.t. | –    | KF   | 1R   | –    | –    | –    | 2-2 |
| Roland Garros   | 1R   | 3R   | 1R   | 2R   | HF   | 1R   | 1R   | 7-7 |
| Wimbledon       | 2R   | 2R   | 2R   | 1R   | 2R   | 1R   | 1R   | 4-7 |
| US Open         | –    | 2R   | –    | –    | –    | –    | –    | 1-1 |